# Minnehaha (Waszyngton)
Minnehaha – jednostka osadnicza w Stanach Zjednoczonych, w stanie Waszyngton, w hrabstwie Clark.